# العلاقات المالديفية الإسواتينية
العلاقات المالديفية الإسواتينية هي العلاقات الثنائية التي تجمع بين المالديف وإسواتيني.

## مقارنة بين البلدين
هذه مقارنة عامة ومرجعية للدولتين:
| وجه المقارنة                                              | المالديف       | إسواتيني                                   |
| --------------------------------------------------------- | -------------- | ------------------------------------------ |
| المساحة (كم2)                                             | 298            | 17.36 ألف                                  |
| عدد السكان (نسمة)                                         | 436.33 ألف     | 1.37 مليون                                 |
| الكثافة السكانية (ن./كم²)                                 | 146.42 ألف     | 78.92                                      |
| العاصمة                                                   | ماليه          | لوبامبا، مبابان                            |
| اللغة الرسمية                                             | اللغة الديفهي  | لغة إنجليزية، لغة سوازي                    |
| العملة                                                    | روفيه مالديفية | ليلانغيني سوازيلندي                        |
| الناتج المحلي الإجمالي (بليون دولار)                      | 4.60 مليار     | 4.41 مليار                                 |
| الناتج المحلي الإجمالي (تعادل القوة الشرائية) بليون دولار | 5.23 مليار     | 11.13 مليار                                |
| الناتج المحلي الإجمالي الاسمي للفرد دولار أمريكي          | 8.39 ألف       | 3.20 ألف                                   |
| الناتج المحلي الإجمالي للفرد دولار أمريكي                 | 12.53 ألف      | 8.29 ألف                                   |
| مؤشر التنمية البشرية                                      | 0.706          | 0.531                                      |
| رمز المكالمات الدولي                                      | +960           | +268                                       |
| رمز الإنترنت                                              | .mv            | .sz                                        |
| المنطقة الزمنية                                           | ت ع م+05:00    | التوقيت القياسي لجنوب أفريقيا، ت ع م+02:00 |

## منظمات دولية مشتركة
يشترك البلدان في عضوية مجموعة من المنظمات الدولية، منها:
| علم المنظمة | اسم المنظمة                        | تاريخ انضمام المالديف | تاريخ انضمام إسواتيني |
| ----------- | ---------------------------------- | --------------------- | --------------------- |
|             | مؤسسة التنمية الدولية              | 13 يناير 1978         | 22 سبتمبر 1969        |
|             | يونسكو                             | 18 يوليو 1980         | 25 يناير 1978         |
|             | وكالة ضمان الاستثمار متعدد الأطراف | 19 مايو 2005          | 18 أبريل 1990         |
|             | الأمم المتحدة                      | 21 سبتمبر 1965        | 24 سبتمبر 1968        |
|             | دول الكومنولث                      | ?                     | ?                     |
|             | الاتحاد البريدي العالمي            | ?                     | ?                     |
|             | البنك الدولي للإنشاء والتعمير      | 13 يناير 1978         | 22 سبتمبر 1969        |
|             | الاتحاد الدولي للاتصالات           | 28 فبراير 1967        | 11 نوفمبر 1970        |
|             | منظمة حظر الأسلحة الكيميائية       | ?                     | ?                     |
|             | مؤسسة التمويل الدولية              | 2 فبراير 1983         | 22 سبتمبر 1969        |
|             | منظمة التجارة العالمية             | ?                     | ?                     |
|             | منظمة الشرطة الجنائية الدولية      | ?                     | ?                     |

## وصلات خارجية
- موقع وزارة الخارجية المالديفية